# Задро, Мислав
Мислав Задро (хорв. Mislav Zadro; род. 22 апреля 2003, Загреб) — хорватский футболист, вратарь лимасольского «Ариса».

## Карьера
Начинал заниматься футболом в академии клуба «Дубрава», откуда затем в 2009 году перебрался в структуру загребского «Динамо». В клубе прошёл все юношеские команды, а в 2020 году стал подтягиваться к играм со второй командой загребского клуба. В апреле 2021 года подписал свой первый профессиональный контракт с клубом. Первый матч за вторую команду футболист сыграл 29 мая 2021 года против клуба «Хорватия Змиявци». Затем футболист продолжал выступать за вторую и юношескую команды клуба.
В августе 2022 года футболист в хорватский клуб «Риека». В клубе начинал выступать за юношескую команду в возрастной категории до 19 лет. В сентябре 2022 года на правах арендного соглашения отправился в клуб «Ориент». Дебютировал за клуб 22 октября 2022 года в матче против клуба «Вуковар». Футболист быстро смог закрепиться в стартовом составе клуба, став основным вратарём. Следующий сезон летом 2023 года также начинал в составе «Ориента», за который провёл матч.
В августе 2023 года перешёл в кипрский «Арис», с которым подписал пятилетнее соглашение. Дебютировал за клуб 22 декабря 2023 года в матче против клуба АЕЗ, выйдя на замену на 16 минуте. В дальнейшем продолжал выступать за лимасольский клуб в роли резервного вратаря. В 2025 году вместе с клубом стал серебряным призёром чемпионата.

## Международная карьера
Начинал выступать в юношеских хорватских сборных до 14, до 15 и до 16 лет. В октябре 2019 года футболист в составе юношеской сборной Хорватии до 17 лет отправился на квалификационные матчи юношеского чемпионата Европы. Дебютировал за сборную 22 октября 2019 года в матче против сборной Исландии. В августе 2021 года футболист получил вызов в юношеской сборной Хорватии до 19 лет. Дебютировал за сборную 1 сентября 2021 года в товарищеском матче против сборной Уэльса.
В мае 2022 года футболист получил вызов в молодёжную сборную Хорватии до 20 лет. Дебютировал за сборную 1 июня 2022 года в товарищеском матче против сборной Чехии.